# Grandisonia alternans
Grandisonia alternans là một loài không chân thuộc họ Caeciliidae. Đây là loài đặc hữu của quần đảo Seychelles của Mahé, Praslin, Frégate, và La Digue.